# Liste der Kulturdenkmäler in Braunfels
Die folgende Liste enthält die in der Denkmaltopographie ausgewiesenen Kulturdenkmäler auf dem Gebiet  der  Stadt Braunfels, Lahn-Dill-Kreis, Hessen.
Hinweis: Die Reihenfolge der Denkmäler in dieser Liste orientiert sich zunächst an Stadtteilen und anschließend der Anschrift, alternativ ist sie auch nach der Bezeichnung, der vom Landesamt für Denkmalpflege vergebenen Nummer oder der Bauzeit sortierbar.
Kulturdenkmäler werden fortlaufend im Denkmalverzeichnis des Landes Hessen durch das Landesamt für Denkmalpflege Hessen auf Basis des Hessischen Denkmalschutzgesetzes (HDSchG) geführt. Die Schutzwürdigkeit eines Kulturdenkmals hängt nicht von der Eintragung in das Denkmalverzeichnis des Landes Hessen oder der Veröffentlichung in der Denkmaltopographie ab.

## Kulturdenkmäler nach Ortsteilen

### Altenkirchen
| Bild            | Bezeichnung                  | Lage                                                       | Beschreibung | Bauzeit              | Objekt-Nr. |
| --------------- | ---------------------------- | ---------------------------------------------------------- | --- | -------------------- | ---------- |
| Bild gesucht BW | Evangelische Pfarrkirche     | Altenkirchen, Brunnenstraße 1 LageFlur: 2, Flurstück: 88   | Gestreckter klassizistischer Saalbau mit Ecklisenen und Rundbogenblenden. Im Inneren dreiseitige Emporen mit abgeschrägten Enden. Die Kanzel befindet sich an der östlichen Schmalwand. | 1840                 | 44528 DDB  |
| Bild gesucht BW | Pfarrhaus                    | Altenkirchen, Hintergasse 2 LageFlur: 1, Flurstück: 241    | | 1882                 | 44529 DDB  |
| Bild gesucht BW |                              | Altenkirchen, Hintergasse 7 LageFlur: 1, Flurstück: 256    | | 1695 bis 1705        | 44530 DDB  |
| Bild gesucht BW | Ehemaliges Rat- und Backhaus | Altenkirchen, Lange Straße 9 LageFlur: 2, Flurstück: 82    | | 1825 bis 1875        | 44531 DDB  |
| Bild gesucht BW | Ehemalige Schule             | Altenkirchen, Lange Straße 15 LageFlur: 2, Flurstück: 72/4 | Klassizistischer Bau aus dem zweiten Viertel des 19. Jahrhunderts mit zwei Dreiecksgiebeln an der Straßenseite.                                                                         | 1832                 | 44532 DDB  |
| Bild gesucht BW |                              | Altenkirchen, Lange Straße 26 LageFlur: 1, Flurstück: 46   | |                      | 44533 DDB  |
| Bild gesucht BW | Kriegerdenkmal               | Altenkirchen, Pfarrgasse LageFlur: 1, Flurstück: 238       | | Ende 20. Jahrhundert | 44534 DDB  |
| Bild gesucht BW |                              | Altenkirchen, Seitenstraße 10 LageFlur: 1, Flurstück: 283  | | 1525 bis 1575        | 44535 DDB  |

### Bonbaden
| Bild             | Bezeichnung          | Lage                                                                     | Beschreibung | Bauzeit                | Objekt-Nr. |
| ---------------- | -------------------- | ------------------------------------------------------------------------ | --- | ---------------------- | ---------- |
| weitere Bilder   | Evangelische Kirche  | Bonbaden, Am Kirchberg 1, Am Kirchberg LageFlur: 14, Flurstück: 40/1, 41 | spätromanische Chorturmkirche mit mittelalterlichen Wandmalereien und barockem, zweigeschossigem Haubenhelm, 1694 barockisiertes Schiff mit Schopfwalmdach und zweizonigen Fenstern. Schiff im 18. Jahrhundert neugestaltet mit Emporen und Kanzel aus dieser Zeit. | 11./12. Jahrhundert    | 44538 DDB  |
| Bild gesucht BW  |                      | Bonbaden, Am Kirchberg 2 LageFlur: 14, Flurstück: 38                     | | Ende 18. Jahrhundert   | 44539 DDB  |
| Ehemalige Schule | Ehemalige Schule     | Bonbaden, Am Kreuzberg 1 LageFlur: 15, Flurstück: 7/2                    | | 1878                   | 44540 DDB  |
| Bild gesucht BW  | Gesamtanlage         | Bonbaden, Gesamtanlage Historischer Ortskern Lage                        | |                        | 645696 DDB |
|                  |                      | Bonbaden, Hauptstraße 3, 5 LageFlur: 15, Flurstück: 90/1                 | | 1625 bis 1675          | 44541 DDB  |
| Bild gesucht BW  |                      | Bonbaden, Hauptstraße 20 LageFlur: 15, Flurstück: 52/2                   | | 1725 bis 1775          | 44542 DDB  |
|                  |                      | Bonbaden, Hauptstraße 23 LageFlur: 15, Flurstück: 73                     | | 1725 bis 1775          | 44543 DDB  |
| Bild gesucht BW  |                      | Bonbaden, Hauptstraße 27 LageFlur: 15, Flurstück: 71                     | |                        | 44544 DDB  |
|                  |                      | Bonbaden, Hauptstraße 35 LageFlur: 15, Flurstück: 65                     | | Anfang 18. Jahrhundert | 44545 DDB  |
|                  |                      | Bonbaden, Hauptstraße 43 LageFlur: 14, Flurstück: 68                     | | 1703                   | 44546 DDB  |
| Bild gesucht BW  | Ehemaliges Pfarrhaus | Bonbaden, Hauptstraße 49 LageFlur: 14, Flurstück: 73/1                   | | 1738                   | 44547 DDB  |
| Bild gesucht BW  |                      | Bonbaden, Im Brühl 3 LageFlur: 14, Flurstück: 91                         | |                        | 44548 DDB  |
| Bild gesucht BW  |                      | Bonbaden, Laufdorfer Straße 2 LageFlur: 12, Flurstück: 10/1              | | 1625 bis 1675          | 44549 DDB  |
| Bild gesucht BW  |                      | Bonbaden, Laufdorfer Straße 4 LageFlur: 12, Flurstück: 9                 | | 1725 bis 1775          | 44550 DDB  |
| Bild gesucht BW  |                      | Bonbaden, Laufdorfer Straße 9 LageFlur: 15, Flurstück: 32                | | Ende 19. Jahrhundert   | 44551 DDB  |
| Bild gesucht BW  |                      | Bonbaden, Laufdorfer Straße 10 LageFlur: 12, Flurstück: 5/2              | | 1725 bis 1775          | 44552 DDB  |
| Bild gesucht BW  |                      | Bonbaden, Neukirchener Straße 7 LageFlur: 12, Flurstück: 11              | |                        | 44553 DDB  |
| Bild gesucht BW  |                      | Bonbaden, Neukirchener Straße 8 LageFlur: 16, Flurstück: 192             | | 1717                   | 44554 DDB  |
| Ehemalige Schule | Ehemalige Schule     | Bonbaden, Schulstraße 5 LageFlur: 15, Flurstück: 59/3                    | | 1837                   | 44555 DDB  |
| Bild gesucht BW  |                      | Bonbaden, Schulstraße 9 LageFlur: 15, Flurstück: 60                      | | 1625 bis 1675          | 44556 DDB  |
| Bild gesucht BW  | Bahnhof              | Bonbaden, Zum Wehrholz 2a LageFlur: 16, Flurstück: 253/1                 | |                        | 44557 DDB  |

### Braunfels (Kernstadt)
| Bild                                          | Bezeichnung                                   | Lage | Beschreibung | Bauzeit                | Objekt-Nr. |
| --------------------------------------------- | --------------------------------------------- | --- | --- | ---------------------- | ---------- |
|                                               |                                               | Braunfels, Am Kurpark 1 LageFlur: 12, Flurstück: 53 | | 1675 bis 1685          | 44400 DDB  |
|                                               |                                               | Braunfels, Am Kurpark 2 LageFlur: 12, Flurstück: 117/2 | | 1709                   | 44401 DDB  |
|                                               |                                               | Braunfels, Am Kurpark 6 LageFlur: 12, Flurstück: 259/115 | | 1825 bis 1835          | 44402 DDB  |
| Wirtschaftsgebäude                            | Wirtschaftsgebäude                            | Braunfels, Am Kurpark 6 LageFlur: 12, Flurstück: 259/115 | | um 1800                | 44403 DDB  |
| weitere Bilder                                | Postamt                                       | Braunfels, Am Kurpark 11 LageFlur: 12, Flurstück: 69/3 | | 1902                   | 44404 DDB  |
| Am Kurpark 13                                 |                                               | Braunfels, Am Kurpark 13 LageFlur: 12, Flurstück: 69/2 | | 1903                   | 44405 DDB  |
| Haus Roseneck, Villa Seipp, Pension Ostermann | Haus Roseneck, Villa Seipp, Pension Ostermann | Braunfels, Am Mühlberg 2 LageFlur: 11, Flurstück: 53 | Am nordwestlichen Abhang des Schlossberges wurde das heutige Haus Roseneck laut Wetterfahne im Jahr 1900 errichtet und diente teilweise dem Deutschen Adelsverein als Gästehaus Pension Ostermann. Die in zeittypischer Weise ineinander greifenden Baukörper sind mit einem Kniestock aus Fachwerk versehen, einem in Braunfels häufigen Motiv. Bei aller malerisch geprägten Vielansichtigkeit ist vor allem die Talseite mit dem spitz behelmten Eckerker und dem Seitenrisalit auf Fernwirkung berechnet und so bis heute im Stadtbild von Bedeutung. | 1900                   | 44406 DDB  |
| Kaiser-Wilhelm-Warte                          | Kaiser-Wilhelm-Warte                          | Braunfels, Beim Remischen (bei Burgsolmser Weg) LageFlur: 4, Flurstück: 2 | |                        | 44437 DDB  |
| Leierbrunnen                                  | Leierbrunnen                                  | Braunfels, Belzgasse (bei Nr. 1) LageFlur: 13, Flurstück: 192 | | 1734                   | 44411 DDB  |
| weitere Bilder                                | Fürstliche Rentkammer, Medernsches Haus       | Braunfels, Belzgasse 1 LageFlur: 13, Flurstück: 29 | | 1695 bis 1705          | 44410 DDB  |
|                                               |                                               | Braunfels, Belzgasse 2 LageFlur: 13, Flurstück: 26 | | 1693                   | 44412 DDB  |
| weitere Bilder                                | Fachwerkhaus                                  | Braunfels, Belzgasse 3 LageFlur: 13, Flurstück: 30 | | 1676                   | 44413 DDB  |
|                                               |                                               | Braunfels, Belzgasse 5 LageFlur: 13, Flurstück: 31 | |                        | 44414 DDB  |
| weitere Bilder                                | Fachwerkhaus, ehemaliges Schulgebäude         | Braunfels, Belzgasse 6, 8 LageFlur: 13, Flurstück: 24/1 | | Ende 17. Jahrhundert   | 44415 DDB  |
| weitere Bilder                                | Fachwerkhaus                                  | Braunfels, Belzgasse 10 LageFlur: 13, Flurstück: 23 | | 1625 bis 1675          | 44416 DDB  |
| Stadtbefestigung                              | Stadtbefestigung                              | Braunfels, Belzgasse 10; Am Kurpark 4; Belzgasse 11, 13, 14, 15; Burggarten; Burgweg, Burgweg 50; Im Herrngarten; Im Lindengärtchen; In den Anlagen 2, 4; Jahnstraße; Schloßstraße, Schloßstraße 3, 5, 9; Schütt, Schütt 2 LageFlur: 12, 13, 14, 15, Flurstück: 116/1, 117/4, 122/2, 184, 185, 189, 19/1, 19/2, 193/1, 202/52, 21, 215/3, 13, 2/3, 34/3, 34/5, 35, 39, 40, 44, 45, 47, 48, 7, 32/3, 32/7, 36/4 | |                        | 44399 DDB  |
|                                               |                                               | Braunfels, Belzgasse 11 LageFlur: 13, Flurstück: 34/5 | |                        | 44417 DDB  |
| weitere Bilder                                | Fachwerkhaus                                  | Braunfels, Belzgasse 12 LageFlur: 13, Flurstück: 22 | | 1590                   | 44418 DDB  |
| weitere Bilder                                | Fachwerkhaus                                  | Braunfels, Belzgasse 13 LageFlur: 13, Flurstück: 19/2 | |                        | 44419 DDB  |
| Hydrant                                       | Hydrant                                       | Braunfels, Belzgasse (bei Nr. 14) LageFlur: 13, Flurstück: 191 | |                        | 44421 DDB  |
|                                               |                                               | Braunfels, Belzgasse 14 LageFlur: 13, Flurstück: 21 | | Ende 17. Jahrhundert   | 44420 DDB  |
| Bild gesucht BW                               | Rentamtsturm oder Eulenturm                   | Braunfels, Belzgasse 15 LageFlur: 13, Flurstück: 19/1 | | 1425 bis 1475          | 44422 DDB  |
|                                               |                                               | Braunfels, Borngasse 1 LageFlur: 12, Flurstück: 35 | | 1734                   | 44423 DDB  |
| Borngasse 2                                   |                                               | Braunfels, Borngasse 2 LageFlur: 12, Flurstück: 54 | | 1695 bis 1705          | 44424 DDB  |
| Ehemalige Poststation                         | Ehemalige Poststation                         | Braunfels, Borngasse 3 LageFlur: 12, Flurstück: 37/1 | | 1725 bis 1775          | 44425 DDB  |
|                                               |                                               | Braunfels, Borngasse 4 LageFlur: 12, Flurstück: 208/55 | |                        | 44426 DDB  |
|                                               |                                               | Braunfels, Borngasse 7 LageFlur: 12, Flurstück: 40/6 | | 1725 bis 1775          | 44427 DDB  |
|                                               |                                               | Braunfels, Borngasse 8 LageFlur: 12, Flurstück: 61 | | 1725 bis 1775          | 44428 DDB  |
| Bild gesucht BW                               |                                               | Braunfels, Borngasse 21 LageFlur: 12, Flurstück: 14 | | 1795 bis 1805          | 44429 DDB  |
| weitere Bilder                                |                                               | Braunfels, Borngasse 22 LageFlur: 12, Flurstück: 83/1 | | 1766                   | 44430 DDB  |
| Bild gesucht BW                               |                                               | Braunfels, Borngasse 25 LageFlur: 12, Flurstück: 13/1 | | Anfang 19. Jahrhundert | 44431 DDB  |
| Bild gesucht BW                               |                                               | Braunfels, Borngasse 27 LageFlur: 12, Flurstück: 6/3 | | 1810                   | 44432 DDB  |
| weitere Bilder                                | Fachwerkhaus                                  | Braunfels, Borngasse 34 LageFlur: 10, Flurstück: 63 | | 1761                   | 44433 DDB  |
| Bild gesucht BW                               |                                               | Braunfels, Borngasse 37 LageFlur: 10, Flurstück: 34/1 | | Anfang 19. Jahrhundert | 44434 DDB  |
| Bild gesucht BW                               |                                               | Braunfels, Borngasse 40 LageFlur: 10, Flurstück: 61 | | 1795 bis 1805          | 44435 DDB  |
| Borngasse 41 und 43                           |                                               | Braunfels, Borngasse 43 LageFlur: 10, Flurstück: 40 | |                        | 44436 DDB  |
| Pumpe                                         | Pumpe                                         | Braunfels, Burgweg (bei Hintertaler Tor) LageFlur: 13, Flurstück: 215/3 | |                        | 645599 DDB |
| Bild gesucht BW                               | Hochzeitslinde mit Gedenktafel                | Braunfels, Burgweg (bei Nr. 1 am Hintertaler Tor) LageFlur: 13, Flurstück: 215/3 | | 1812                   | 44441 DDB  |
| Hintertaler Tor                               | Hintertaler Tor                               | Braunfels, Burgweg (bei Nr. 1) LageFlur: 13, Flurstück: 185 | | 1425 bis 1475          | 44439 DDB  |
| Bild gesucht BW                               |                                               | Braunfels, Burgweg 1 LageFlur: 13, Flurstück: 130 | | 1750                   | 44438 DDB  |
| Bild gesucht BW                               |                                               | Braunfels, Burgweg 3, 5 LageFlur: 13, Flurstück: 129/1, 131 | | 1721                   | 44442 DDB  |
| Bild gesucht BW                               |                                               | Braunfels, Burgweg 6 LageFlur: 13, Flurstück: 175 | | Ende 18. Jahrhundert   | 44443 DDB  |
| weitere Bilder                                | Fachwerkhaus                                  | Braunfels, Burgweg 10 LageFlur: 13, Flurstück: 174/3 | | 1667                   | 44444 DDB  |
| Bild gesucht BW                               | Hydrant                                       | Braunfels, Burgweg 14 LageFlur: 13, Flurstück: 143/1 | | 1888 bis 1898          | 44446 DDB  |
| weitere Bilder                                | Fachwerkhaus                                  | Braunfels, Burgweg 14 LageFlur: 13, Flurstück: 143/1 | | Ende 17. Jahrhundert   | 44445 DDB  |
| Fachwerkhaus                                  | Fachwerkhaus                                  | Braunfels, Burgweg 22 LageFlur: 13, Flurstück: 152 | | 1695 bis 1705          | 44447 DDB  |
| Bild gesucht BW                               | Zunftschild                                   | Braunfels, Burgweg 23 LageFlur: 13, Flurstück: 108 | | 1792                   | 44448 DDB  |
| Bild gesucht BW                               | Hydrant                                       | Braunfels, Burgweg (bei Nr. 23) LageFlur: 13, Flurstück: 185 | | 1888 bis 1898          | 44449 DDB  |
| Bild gesucht BW                               |                                               | Braunfels, Burgweg 50 LageFlur: 13, Flurstück: 202/52 | | 1695 bis 1705          | 44450 DDB  |
| Bild gesucht BW                               | Villa Martini                                 | Braunfels, Ferbornstraße 6 LageFlur: 8, Flurstück: 35/3 | | Anfang 20. Jahrhundert | 44451 DDB  |
| Bild gesucht BW                               | Ehemaliges Café Franz                         | Braunfels, Fürst-Ferdinand-Straße 1 LageFlur: 12, Flurstück: 77/1 | | 1901                   | 44452 DDB  |
|                                               |                                               | Braunfels, Fürst-Ferdinand-Straße 3 LageFlur: 12, Flurstück: 77/3 | | 1895 bis 1905          | 44453 DDB  |
| Bild gesucht BW                               |                                               | Braunfels, Fürst-Ferdinand-Straße 22 LageFlur: 10, Flurstück: 70/1 | | 1896                   | 44454 DDB  |
| Bild gesucht BW                               |                                               | Braunfels, Fürst-Ferdinand-Straße 24 LageFlur: 10, Flurstück: 69/4 | | 1895 bis 1905          | 44455 DDB  |
| Bild gesucht BW                               | Gartenhaus                                    | Braunfels, Fürst-Ferdinand-Straße 28 LageFlur: 10, Flurstück: 67 | | 1795 bis 1805          | 44456 DDB  |
| weitere Bilder                                |                                               | Braunfels, Gartenstraße 1 LageFlur: 10, Flurstück: 64/2 | | Anfang 19. Jahrhundert | 44457 DDB  |
| Ehemaliges Amtsgericht                        | Ehemaliges Amtsgericht                        | Braunfels, Gerichtsstraße 2 LageFlur: 10, Flurstück: 18 | |                        | 44458 DDB  |
| Bild gesucht BW                               | Ehemaliges Gefängnis                          | Braunfels, Gerichtsstraße 4 LageFlur: 10, Flurstück: 19 | | 1865 bis 1875          | 44459 DDB  |
| Bild gesucht BW                               | Gesamtanlage                                  | Braunfels, Gesamtanlage Fürst-Ferdinand-Straße Lage | |                        | 44395 DDB  |
| Gesamtanlage                                  | Gesamtanlage                                  | Braunfels, Gesamtanlage Historischer Ortskern Lage | |                        | 645553 DDB |
| weitere Bilder                                | Gesamtanlage                                  | Braunfels, Gesamtanlage Hubertusstraße Lage | |                        | 44398 DDB  |
| Bild gesucht BW                               | Gesamtanlage                                  | Braunfels, Gesamtanlage Villengebiet Heu Lage | |                        | 44397 DDB  |
| Bild gesucht BW                               | Waldmuseum Dr. Kanngießer                     | Braunfels, Hecksbergstraße 21 LageFlur: 6, Flurstück: 26 | |                        | 44460 DDB  |
| Bild gesucht BW                               | Villa Tamara                                  | Braunfels, Heinrich-Ziegler-Straße 1 LageFlur: 8, Flurstück: 18/7 | | 1898                   | 44461 DDB  |
| Bild gesucht BW                               | Ehemalige Pension Krüsemann                   | Braunfels, Heinrich-Ziegler-Straße 3 LageFlur: 8, Flurstück: 19/2 | | 1895 bis 1905          | 44462 DDB  |
| Bild gesucht BW                               |                                               | Braunfels, Heinrich-Ziegler-Straße 5 LageFlur: 8, Flurstück: 21 | | 1905 bis 1915          | 44463 DDB  |
| Bild gesucht BW                               | Stollenmundloch der Grube Gutglück            | Braunfels, Herrenhag (beim Lahnbahnhof) LageFlur: 35, Flurstück: 1/4 | |                        | 44522 DDB  |
| Bild gesucht BW                               | Gedenkstein für Straßenbau, 1861              | Braunfels, Hirschsprungs Graben (an der L 3052) LageFlur: 35, Flurstück: 11/1 | | 1861                   | 44525 DDB  |
| Bild gesucht BW                               | Gedenkstein für Straßenbau, 1685              | Braunfels, Hirschsprungs Graben (an der L 3052) LageFlur: 35, Flurstück: 11/1 | |                        | 44524 DDB  |
| Bild gesucht BW                               | Wildungenstein                                | Braunfels, Holzapfeldriesch LageFlur: 1, Flurstück: 286/3 | |                        | 645685 DDB |
| Bild gesucht BW                               | Homburger Hof                                 | Braunfels, Homburger Hof LageFlur: 35, Flurstück: 34/1 | |                        | 44519 DDB  |
| Bild gesucht BW                               |                                               | Braunfels, Hubertusstraße 3 LageFlur: 15, Flurstück: 4/1 | | 1894                   | 44464 DDB  |
| Bild gesucht BW                               | Villa Helene                                  | Braunfels, Hubertusstraße 4 LageFlur: 15, Flurstück: 15 | | 1900                   | 44465 DDB  |
| weitere Bilder                                | Villa Hubertus                                | Braunfels, Hubertusstraße 6 LageFlur: 15, Flurstück: 14 | | 1904                   | 44466 DDB  |
| Katholisches Pfarrhaus                        | Katholisches Pfarrhaus                        | Braunfels, Hubertusstraße 8 LageFlur: 15, Flurstück: 13/1 | | 1914                   | 44467 DDB  |
| Bild gesucht BW                               | Katholische Pfarrkirche St. Anna              | Braunfels, Hubertusstraße 9 LageFlur: 15, Flurstück: 2/1 | | 1959                   | 741664 DDB |
| Bild gesucht BW                               | Kaiser-Friedrich-Denkmal                      | Braunfels, Im Herrngarten o. Nr. LageFlur: 14, Flurstück: 32/3 | | 1889                   | 44468 DDB  |
| Bild gesucht BW                               | Ehemaliger Marstall                           | Braunfels, In den Anlagen 2 LageFlur: 13, Flurstück: 48 | | 1696                   | 44407 DDB  |
| weitere Bilder                                |                                               | Braunfels, Kirschenhohl 5 LageFlur: 15, Flurstück: 23/2 | | 1895 bis 1905          | 44469 DDB  |
| Bild gesucht BW                               | Haus Friedeck                                 | Braunfels, Leuner Straße 3 LageFlur: 9, Flurstück: 26 | | 1904                   | 44470 DDB  |
| Bild gesucht BW                               |                                               | Braunfels, Leuner Straße 5 LageFlur: 9, Flurstück: 28 | | 1895 bis 1905          | 44471 DDB  |
| weitere Bilder                                | Gasthaus Solmser Hof                          | Braunfels, Marktplatz 1 LageFlur: 13, Flurstück: 5/3 | | Anfang 18. Jahrhundert | 44472 DDB  |
| Bild gesucht BW                               |                                               | Braunfels, Marktplatz 2 LageFlur: 12, Flurstück: 31 | | 1695 bis 1705          | 44473 DDB  |
|                                               |                                               | Braunfels, Marktplatz 3 LageFlur: 12, Flurstück: 32 | | 1728                   | 44474 DDB  |
|                                               |                                               | Braunfels, Marktplatz 4 LageFlur: 12, Flurstück: 166/33 | | 1723                   | 44475 DDB  |
|                                               |                                               | Braunfels, Marktplatz 5 LageFlur: 12, Flurstück: 34 | | 1721                   | 44476 DDB  |
|                                               |                                               | Braunfels, Marktplatz 6 LageFlur: 12, Flurstück: 51/2 | | 1717                   | 44477 DDB  |
|                                               |                                               | Braunfels, Marktplatz 7 LageFlur: 12, Flurstück: 52 | | 1717                   | 44478 DDB  |
|                                               |                                               | Braunfels, Marktplatz 8 LageFlur: 12, Flurstück: 118/1 | | 1708                   | 44479 DDB  |
|                                               |                                               | Braunfels, Marktplatz 9 LageFlur: 12, Flurstück: 119 | | 1710                   | 44480 DDB  |
|                                               |                                               | Braunfels, Marktplatz 10 LageFlur: 12, Flurstück: 120 | | 1725 bis 1775          | 44481 DDB  |
| weitere Bilder                                | Fachwerkhaus                                  | Braunfels, Marktplatz 11 LageFlur: 13, Flurstück: 46 | | Anfang 18. Jahrhundert | 44482 DDB  |
| Bild gesucht BW                               | Wolfsmühle                                    | Braunfels, Mühlengrund 7 LageFlur: 35, Flurstück: 62/6 | |                        | 44523 DDB  |
| Bild gesucht BW                               | Gedenkstein für 18-Ender-Hirsch               | Braunfels, Mühlengrund (westlich des Homburger Hofes) LageFlur: 35, Flurstück: 62/6 | |                        | 44520 DDB  |
| Bild gesucht BW                               | Obermühle                                     | Braunfels, Obermühle 1, 3, Obermühle LageFlur: 32, Flurstück: 26, 27 | |                        | 44505 DDB  |
| Bild gesucht BW                               | Ehemaliges Backhaus                           | Braunfels, Schlesierstraße LageFlur: 23, Flurstück: 2/2 | | Ende 18. Jahrhundert   | 44484 DDB  |
| weitere Bilder                                | Schloss Braunfels                             | Braunfels, Schloss Braunfels, In den Anlagen, Burggarten LageFlur: 13, Flurstück: 35, 47, 49 | | 1246                   | 44408 DDB  |
| weitere Bilder                                | Schlosskirche                                 | Braunfels, Schloss Braunfels LageFlur: 13, Flurstück: 40, 49 | | Ende 15. Jahrhundert   | 44409 DDB  |
| Bild gesucht BW                               | Unterste Pforte                               | Braunfels, Schloßstraße 1 LageFlur: 13, Flurstück: 6 | | Ende 15. Jahrhundert   | 44485 DDB  |
|                                               |                                               | Braunfels, Schloßstraße 2, 4 LageFlur: 13, Flurstück: 10/1 | | Ende 17. Jahrhundert   | 44486 DDB  |
| Fachwerkhaus                                  | Fachwerkhaus                                  | Braunfels, Schloßstraße 3 LageFlur: 13, Flurstück: 45 | | 1695 bis 1705          | 44487 DDB  |
| Mittlere Pforte                               | Mittlere Pforte                               | Braunfels, Schloßstraße 5, Schloßstraße LageFlur: 13, Flurstück: 7 | | Anfang 15. Jahrhundert | 44488 DDB  |
| Glockenturm, Oberste Pforte                   | Glockenturm, Oberste Pforte                   | Braunfels, Schloßstraße 7 LageFlur: 13, Flurstück: 28 | | Anfang 15. Jahrhundert | 44489 DDB  |
| weitere Bilder                                | Fachwerkhaus                                  | Braunfels, Schloßstraße 8 LageFlur: 13, Flurstück: 27 | | Ende 17. Jahrhundert   | 44490 DDB  |
| weitere Bilder                                | Palais Hartleben                              | Braunfels, Schloßstraße 9 LageFlur: 13, Flurstück: 44 | | 1681                   | 44491 DDB  |
| weitere Bilder                                | Fachwerkhaus                                  | Braunfels, Schloßstraße 11 LageFlur: 13, Flurstück: 43 | | 1679                   | 44492 DDB  |
|                                               |                                               | Braunfels, Schloßstraße 13 LageFlur: 13, Flurstück: 42 | | 1681                   | 44493 DDB  |
| weitere Bilder                                | Fachwerkhaus                                  | Braunfels, Schloßstraße 15 LageFlur: 13, Flurstück: 41 | | 1682                   | 44494 DDB  |
| Bild gesucht BW                               |                                               | Braunfels, Schütt 1 LageFlur: 13, Flurstück: 11 | |                        | 44495 DDB  |
| weitere Bilder                                | Fachwerkhaus                                  | Braunfels, Schütt 2 LageFlur: 13, Flurstück: 2/3 | | 1658                   | 44496 DDB  |
| weitere Bilder                                | Fachwerkhaus                                  | Braunfels, Schütt 3 LageFlur: 13, Flurstück: 12/1 | | Ende 17. Jahrhundert   | 44497 DDB  |
| Bild gesucht BW                               | Schmidtsches Haus                             | Braunfels, Schütt 4 LageFlur: 13, Flurstück: 222/1 | | 1695 bis 1705          | 44498 DDB  |
| weitere Bilder                                | Ehemalige Amtskasse, Haus Henrich             | Braunfels, Schütt 5 LageFlur: 13, Flurstück: 13 | | 1901                   | 44499 DDB  |
| Bild gesucht BW                               | Stollenmundloch der Grube Würgengel           | Braunfels, Somborn (an der Straße nach Tiefenbach) LageFlur: 34, Flurstück: 1/1 | |                        | 44521 DDB  |
| weitere Bilder                                | Friedhof                                      | Braunfels, St. Georgen LageFlur: 23, Flurstück: 67/1, 68 | Die alte Kirchhofmauer des Friedhofes von St. Georgen ist einschließlich der Erweiterungen des 19. Jahrhunderts im Eingangsbereich teilweise erhalten. Außer den Grabsteinen an den Kirchenwänden haben sich weitere am Zugangsweg erhalten: - Obelisk mit Bildnismedaillon für Schultheiß Wilhelm Dietz, 1820–1898. - Podest mit Urnenbekrönung für Johanette Philippine Hofmann, Gattin des Cabinetsrates Hofmann, 1769–1812. - Südlich der Kirche eingezäuntes Areal für Mitglieder der fürstlichen Familie. Neugotische Fiale mit reicher Symbolik für Wilhelm Christian Fürst zu Solms-Braunfels, 1759–1837. Außerhalb der Einfriedung abgebrochene Säule für Ludwig Rudolph Wilhelm Fürst zu Solms-Braunfels, 1733–1809. - Auf einer wiederbelegten Grabstätte neugotisches gusseisernes Kreuz für Katharine Schweitzer, 1855–1900. Es gehört zu den wenigen erhaltenen Kreuzen dieser ehemals sehr häufigen Grabmalform. - Grabmal für Oberst Hermann Clössner 1854–1919 in Form einer monumentalen Quadernische. - An den Eingang bei der neuen Leichenhalle versetzt: Trauernde Frauenfigur mit einem Kreuz aus Rosen und Mohnkapseln für Amalie Stelz, 1869–1891. |                        | 44504 DDB  |
| Bild gesucht BW                               |                                               | Braunfels, St. Georger Berg 1 LageFlur: 12, Flurstück: 136/121 | | Anfang 18. Jahrhundert | 44500 DDB  |
| Bild gesucht BW                               |                                               | Braunfels, St. Georger Berg 3 LageFlur: 12, Flurstück: 122 | | Anfang 19. Jahrhundert | 44501 DDB  |
| weitere Bilder                                | Ehemaliges Schießhaus                         | Braunfels, St. Georger Berg 5 LageFlur: 22, Flurstück: 1/43 | | 1838                   | 44502 DDB  |
| weitere Bilder                                | Evangelische Kirche, Friedhofskirche          | Braunfels, St.-Georg-Straße 19 LageFlur: 23, Flurstück: 69 | |                        | 44503 DDB  |
| weitere Bilder                                |                                               | Braunfels, Tiergartenstraße 24 LageFlur: 29, Flurstück: 4/1 | |                        | 44506 DDB  |
| Bild gesucht BW                               | Forsthaus Tiergarten                          | Braunfels, Tiergartenstraße 26 LageFlur: 29, Flurstück: 15 | |                        | 44507 DDB  |
| Bild gesucht BW                               | Hydrant                                       | Braunfels, Unterer Burgweg (bei Nr. 9) LageFlur: 13, Flurstück: 183 | | 1888 bis 1898          | 44508 DDB  |
| Bild gesucht BW                               | St. Georger Hof, ehemaliges Solmser Stift     | Braunfels, Untergasse 8 LageFlur: 23, Flurstück: 4/1 | | Ende 17. Jahrhundert   | 44509 DDB  |
| Bild gesucht BW                               | Haus Franken                                  | Braunfels, Weilburger Straße 3, 3a LageFlur: 14, Flurstück: 20/3, 20/4 | | 1893                   | 44510 DDB  |
|                                               |                                               | Braunfels, Weilburger Straße 4, 6 LageFlur: 12, Flurstück: 177/28, 27/1 | | 1725 bis 1775          | 44511 DDB  |
|                                               |                                               | Braunfels, Weilburger Straße 8 LageFlur: 12, Flurstück: 24/1 | | 1725 bis 1775          | 44512 DDB  |
|                                               |                                               | Braunfels, Weilburger Straße 10 LageFlur: 12, Flurstück: 23/2 | | 1725 bis 1775          | 44513 DDB  |
|                                               |                                               | Braunfels, Weilburger Straße 14 LageFlur: 12, Flurstück: 22/1 | | 1854                   | 44514 DDB  |
|                                               |                                               | Braunfels, Weilburger Straße 18 LageFlur: 12, Flurstück: 20/2 | | 1725 bis 1775          | 44515 DDB  |
| Wintersburgstraße 2                           | Villa Schwenninger, Sanatorium Gerster        | Braunfels, Wintersburgstraße 2 LageFlur: 9, Flurstück: 20/4 | |                        | 44516 DDB  |
| Bild gesucht BW                               | Villa Herzheim, Haus Wintersburg              | Braunfels, Wintersburgstraße 5 LageFlur: 8, Flurstück: 17/3 | | 1894 bis 1904          | 44517 DDB  |
| Bild gesucht BW                               | Villa Franz                                   | Braunfels, Wintersburgstraße 6 LageFlur: 9, Flurstück: 22/1 | | Anfang 20. Jahrhundert | 44518 DDB  |

### Neukirchen
| Bild            | Bezeichnung         | Lage                                                                                 | Beschreibung | Bauzeit       | Objekt-Nr. |
| --------------- | ------------------- | ------------------------------------------------------------------------------------ | --- | ------------- | ---------- |
| Bild gesucht BW |                     | Neukirchen, Backhausgasse 1 LageFlur: 4, Flurstück: 146/1                            | | 1695 bis 1705 | 44561 DDB  |
| Bild gesucht BW | Backhaus            | Neukirchen, Backhausgasse 4 LageFlur: 4, Flurstück: 122/1                            | | 1893          | 44562 DDB  |
| Bild gesucht BW |                     | Neukirchen, Backhausgasse 7 LageFlur: 4, Flurstück: 134                              | | 1695 bis 1705 | 44563 DDB  |
| Bild gesucht BW | Ehemaliger Bahnhof  | Neukirchen, Bahnhof 1 LageFlur: 6, Flurstück: 51/3, 51/4                             | |               | 44564 DDB  |
| weitere Bilder  | Evangelische Kirche | Neukirchen, Hinter der Kirch LageFlur: 4, Flurstück: 14/2, 14/3                      | nach schwerem Brand in erweiterter Form wiedererrichtet, Chorturmkirche mit Walmdach und Kirchturm mit oktogonalem Spitzhelm | 1956          | 44560 DDB  |
| Bild gesucht BW |                     | Neukirchen, Hohlstraße 2 LageFlur: 1, Flurstück: 49                                  | | 1695 bis 1705 | 44565 DDB  |
| Bild gesucht BW |                     | Neukirchen, Hohlstraße 8 LageFlur: 1, Flurstück: 39                                  | | 1725 bis 1775 | 44566 DDB  |
| Bild gesucht BW |                     | Neukirchen, Hohlstraße 10 LageFlur: 1, Flurstück: 38                                 | | 1695 bis 1705 | 44567 DDB  |
| Bild gesucht BW |                     | Neukirchen, Hohlstraße 11 LageFlur: 4, Flurstück: 125                                | | 1695 bis 1705 | 44568 DDB  |
| Bild gesucht BW | Brücke              | Neukirchen, Solmsbach (Gew II) (bei Altenkirchener Weg) LageFlur: 1, Flurstück: 12/1 | | 1825 bis 1875 | 44559 DDB  |
| Bild gesucht BW |                     | Neukirchen, Weingartenstraße 1 LageFlur: 1, Flurstück: 40                            | |               | 44569 DDB  |

### Philippstein
| Bild                                            | Bezeichnung                                   | Lage                                                                            | Beschreibung | Bauzeit              | Objekt-Nr. |
| ----------------------------------------------- | --------------------------------------------- | ------------------------------------------------------------------------------- | --- | -------------------- | ---------- |
| Bild gesucht BW                                 | Grubenhaus, ehemaliges Kruppsches Steigerhaus | Philippstein, Braunfelser Straße 5 LageFlur: 1, Flurstück: 56                   | |                      | 44571 DDB  |
| weitere Bilder                                  |                                               | Philippstein, Braunfelser Straße 25 LageFlur: 2, Flurstück: 190                 | | 1695 bis 1705        | 44572 DDB  |
| weitere Bilder                                  |                                               | Philippstein, Braunfelser Straße 36 LageFlur: 2, Flurstück: 123                 | | 1625 bis 1675        | 44573 DDB  |
| weitere Bilder                                  | Burgruine Philippstein                        | Philippstein, Burgberg LageFlur: 11, Flurstück: 1                               | Erbaut von Graf Philipp I. von Nassau-Saarbrücken (auch Graf von Nassau-Weilburg) im Jahr 1390 und bis Anfang des 16. Jahrhunderts bewohnt. An der nordöstlichen Spitze ist der runde Bergfried erhalten. | 1390                 | 44583 DDB  |
| weitere Bilder                                  | Kriegerdenkmal Philippstein                   | Philippstein, Burgberg (unterhalb der Burgruine) LageFlur: 11, Flurstück: 1     | | 1921                 | 44584 DDB  |
| Friedhof                                        | Friedhof, Friedhofskapelle                    | Philippstein, Gänsingen LageFlur: 2, Flurstück: 44                              | | 1953                 | 44576 DDB  |
| Bild gesucht BW                                 | Jüdischer Friedhof                            | Philippstein, Fortsetzung der Kirchstraße; Gänsingen LageFlur: 2, Flurstück: 75 | Jüdischer Friedhof | Um 1850              | 44585 DDB  |
| weitere Bilder                                  | Evangelische Kirche                           | Philippstein, Kirchstraße 2 LageFlur: 1, Flurstück: 246                         | | 1914                 | 44574 DDB  |
| Kirchstraße 10 von der Burg aus fotografiert    |                                               | Philippstein, Kirchstraße 10 LageFlur: 1, Flurstück: 252/2                      | | 1695 bis 1705        | 44575 DDB  |
| Lindenstraße 6                                  |                                               | Philippstein, Lindenstraße 6 LageFlur: 1, Flurstück: 229                        | | Ende 19. Jahrhundert | 44577 DDB  |
| Ehemalige Schule                                | Ehemalige Schule                              | Philippstein, Lindenstraße 20 LageFlur: 1, Flurstück: 218/2                     | | 1842                 | 44578 DDB  |
| Ehemalige Schule                                | Ehemalige Schule                              | Philippstein, Lindenstraße 21 LageFlur: 1, Flurstück: 211                       | | 1804                 | 44579 DDB  |
| Möttauer Straße 8 von der Burg aus fotografiert |                                               | Philippstein, Möttauer Straße 8 LageFlur: 2, Flurstück: 78                      | | 1737                 | 44580 DDB  |
| Bild gesucht BW                                 | Gasthof "Zur Linde"                           | Philippstein, Möttauer Straße 13 LageFlur: 2, Flurstück: 150                    | |                      | 44581 DDB  |
| Bild gesucht BW                                 | Mühle                                         | Philippstein, Möttauer Straße 21 LageFlur: 2, Flurstück: 157/1                  | | 1645 bis 1655        | 44582 DDB  |

### Tiefenbach
| Bild             | Bezeichnung                               | Lage                                                                            | Beschreibung | Bauzeit                | Objekt-Nr. |
| ---------------- | ----------------------------------------- | ------------------------------------------------------------------------------- | --- | ---------------------- | ---------- |
| Bild gesucht BW  | Möbelschreinerei Chr. Wolf                | Tiefenbach, Alte Hofstraße 18 LageFlur: 2, Flurstück: 41                        | | 1905                   | 44588 DDB  |
|                  |                                           | Tiefenbach, Am Hühnerberg 1, 1a LageFlur: 3, Flurstück: 71, 72                  | | 1625 bis 1675          | 44589 DDB  |
| Bild gesucht BW  | Eisenbahnbrücke                           | Tiefenbach, Eisenbahn, Lahn (Gew I – B) LageFlur: 4, Flurstück: 6, 7            | |                        | 44985 DDB  |
| Bild gesucht BW  | Sachgesamtheit Eisenbahn, Lahntalbahn III | Tiefenbach, Eisenbahn, Lahn (Gew I – B) LageFlur: 4, Flurstück: 6, 7            | |                        | 953834 DDB |
| Bild gesucht BW  | Gesamtanlage                              | Tiefenbach, Gesamtanlage Historischer Ortskern Lage                             | |                        | 645746 DDB |
| Bild gesucht BW  |                                           | Tiefenbach, Heimesstraße 6 LageFlur: 3, Flurstück: 243/1                        | | 1827                   | 44590 DDB  |
|                  |                                           | Tiefenbach, Im Espchen 4, 6 LageFlur: 3, Flurstück: 159, 160, 169               | | 1695 bis 1705          | 44591 DDB  |
| Bild gesucht BW  |                                           | Tiefenbach, Lahnstraße 42 LageFlur: 3, Flurstück: 281                           | | 1717                   | 44592 DDB  |
|                  |                                           | Tiefenbach, Lahnstraße 44, 42, Lahnstraße LageFlur: 3, Flurstück: 279, 280, 281 | | 1625 bis 1675          | 44593 DDB  |
| Bild gesucht BW  |                                           | Tiefenbach, Lindelbachstraße 8 LageFlur: 3, Flurstück: 17                       | | 1795 bis 1805          | 44594 DDB  |
| Bild gesucht BW  |                                           | Tiefenbach, Mittelstraße 2 LageFlur: 3, Flurstück: 257                          | | 1625 bis 1675          | 44595 DDB  |
| Bild gesucht BW  |                                           | Tiefenbach, Mittelstraße 2a LageFlur: 3, Flurstück: 259                         | | 1625 bis 1675          | 44596 DDB  |
| Bild gesucht BW  |                                           | Tiefenbach, Mittelstraße 3, 5 LageFlur: 3, Flurstück: 28/1, 29                  | | Ende 17. Jahrhundert   | 44597 DDB  |
| Bild gesucht BW  |                                           | Tiefenbach, Mittelstraße 9a LageFlur: 3, Flurstück: 21                          | | 1729                   | 44598 DDB  |
|                  |                                           | Tiefenbach, Mittelstraße 12 LageFlur: 3, Flurstück: 149                         | | 1695 bis 1705          | 44599 DDB  |
| Ehemalige Schule | Ehemalige Schule                          | Tiefenbach, Mittelstraße 16 LageFlur: 3, Flurstück: 151                         | | 1848                   | 44600 DDB  |
| Bild gesucht BW  | Ehemalige Schule                          | Tiefenbach, Mittelstraße 28 LageFlur: 3, Flurstück: 156                         | | 1684                   | 44601 DDB  |
| Bild gesucht BW  |                                           | Tiefenbach, Mittelstraße 29 LageFlur: 3, Flurstück: 4                           | | 1701                   | 44602 DDB  |
| Bild gesucht BW  |                                           | Tiefenbach, Mittelstraße 31, 32 LageFlur: 3, Flurstück: 2, 3                    | | 1695 bis 1705          | 44603 DDB  |
| weitere Bilder   | Evangelische Kirche                       | Tiefenbach, Mittelstraße 33 LageFlur: 3, Flurstück: 1                           | Gotischer wehrhafter Chorturm mit Schießscharten, kurzes Schiff spätestens Mitte des 15. Jahrhunderts angebaut und 1713/1714 um einen Nordflügel erweitert. Eine Orgel um 1715 und die Kanzel um 1716 erbaut. | um 1300 (Turm)         | 44604 DDB  |
| Bild gesucht BW  | Stollenmundloch Grube Anna                | Tiefenbach, Wingerten (südlich des Ortes) LageFlur: 8, Flurstück: 12            | |                        | 44606 DDB  |
| Bild gesucht BW  | Backhaus                                  | Tiefenbach, Zollstock (bei Lahnstraße 33) LageFlur: 3, Flurstück: 307           | | Anfang 19. Jahrhundert | 44605 DDB  |